# 幽靈紀念碑
《幽靈紀念碑》（英語：The Ghost Monument）是英國科幻電視劇《異世奇人》系列11的第2集，是整個劇集的第278個故事，於2018年10月14日18時45分在英國廣播公司第一台首播。本集的劇本由本系列新任主理人、首席編劇和執行製作人克里斯·奇布諾爾撰寫，導演為馬克·托德萊。
故事緊承《天外來客》，博士以及同伴格雷姆、瑞恩和婭斯敏被兩個正在參加星際拉力賽的外星人從太空救回到宇宙飛船上。他們一起降落到一顆充滿危險的星球完成了決賽。同時博士找回了重新裝修後、裡外煥然一新的塔迪斯。為朱迪·惠特克時代新製作的片頭亦首次出現於本集。本集收到了正面評論，在英國當晚收視人數為711萬，總收視為900萬。

## 故事梗概
博士無意間將自己和同伴格雷姆、瑞恩和婭斯敏全部傳送到了太空中，被兩個正在參加星際拉力賽的人形外星人——埃格斯特朗和艾普索——救回到宇宙飛船。他們在一顆充滿危險、名字含義接近「廢墟」的星球登陸，這裡是比賽的決賽場地。這場比賽是由第一次獲勝者伊林組織的，他通過遠程圖像全息投影指揮比賽。決賽的終點是一個叫做「幽靈紀念碑」的藍色電話亭，博士看到後認出了這正是自己尋找的塔迪斯。於是博士一行人參與到二人的比賽之中，他們需要在這顆星球的一個自轉日內到達終點。博士許諾給自己的新同伴，只要到達終點，很快就能帶他們回家。
他們發現一艘破舊的太陽能船。在眾人合作下将船修復成功，他們乘船來到一處廢墟，此地由一群待激活的機器人把守。眾人受到攻擊，博士採用電磁脈沖暫時關閉了它們的系統，為大家躲入隧道爭取了時間。他們找到的地圖顯示通過隧道行進可將到終點的路程縮短一半。一路上，博士了解到二人之所以參加這個比賽的原因。埃格斯特朗需要獲得勝利以拯救她的族人免遭斯坦扎人的種族清洗，而艾普索想通過獲取獎品來證明自己。
通過記載歷史的圖形文字，他們獲悉了这裡的遭遇。斯坦扎人使用大規模殺傷性武器襲擊了該星球居民，並只給他們留下布製品以包扎清理受傷者，之後利用恐懼心理殺死了所有居民。博士在解決了殘留作祟的怪物後，一行人來到了比賽終點線前，博士說服二人同時走進伊林的帳篷，二人均獲得了勝利。伊林一開始對此結果並不認可，但是他受到了二人的威脅。伊林最終承認了比賽結果，二人平分了獎品之後被傳送回家。博士以及同伴格雷姆、瑞恩和婭斯敏被遺棄到了這顆危險的星球上。正當博士因未完成的允諾向同伴們致歉時，熟悉的塔迪斯引擎聲響起。博士用音速起子使塔迪斯穩定下來，她走進後發現塔迪斯自行修復并將裡外重新裝修了一遍。博士邀同伴們進入塔迪斯以完成先前的允諾。

## 製作

### 選角
2018年7月，報道稱肖恩·杜利會客串出演《異世奇人》系列11。在首播集《天外來客》片尾的整季預告中，公佈蘇珊·林奇和阿特·馬利克將會與眾多演員一起客串出演本系列。

### 拍攝
本集影片在南非的拍攝開始於2018年1月。演員的幕後採訪稱，由於當地乾旱缺水的自然環境，演員們的淋浴時間被限制在兩分鐘以內，炎熱的天氣造成托辛·科爾中暑。本集中不是所有的場景都拍攝於南非，有些室內場景，比如阿特·馬利克出演伊林的部分，是在卡迪夫的Roath Lock工作室拍攝。

## 發行與反響
| 綜合得分         | 綜合得分 |
| 來源             | 評分     |
| ---------------- | -------- |
| 爛番茄（平均分） | 7.71     |
| 爛番茄（新鮮度） | 95%      |
| 評論得分         |          |
| 來源             | 評分     |
| 《每日鏡報》     | [ 5 ]    |
| 《IndieWire》    | A-       |
| 《紐約 (雜誌)》  | [ 7 ]    |
| 《廣播時報》     | [ 8 ]    |
| 《影音俱樂部》   | B-       |
| 《獨立報》       | [ 10 ]   |
| 《TV Fanatic》   | 4.7/5    |
| 《娛樂周刊》     | B+       |

### 電視
為朱迪·惠特克時代新製作的片頭沒有出現在系列11第1集《天外來客》中，而是在本集首次出現。

### 收視
本集播出當晚收視人數達711萬，收視份額（某時間段在觀看此劇的觀眾人數與當時打開了電視機的觀眾總人數的比例）達33.4%，位列當晚收視第2位，整周收視率排名第3。本集的7日綜合收視人數為900萬，欣賞指數獲得82分。
在美國，英國廣播公司美國台在播出當晚的收視人數為112萬。

### 評價
本集在爛番茄網站上獲得了95%的新鮮度，平均得分7.71/10。

## 資料來源
1. ↑  Fullerton, Huw. . 2018年7月19日  [2018年7月20日]. （原始内容存档于2018年7月20日） （英语）.
2. ↑  Fullerton, Huw. . 廣播時報. 2018年10月7日  [2018年10月7日]. （原始内容存档于2018-10-08） （英语）.
3. ↑  . 廣播時報. 2018年10月14日  [2018年10月31日] （英语）.
4. 1 2 3  . 爛番茄.   [2018年10月31日]. （原始内容存档于2018-11-02）.
5. ↑  . 每日鏡報.   [2018年10月31日]. （原始内容存档于2018-10-20）.
6. ↑  . IndieWire.   [2018年10月31日]. （原始内容存档于2018-11-03）.
7. ↑  . 紐約 (雜誌).   [2018年10月31日]. （原始内容存档于2018-10-20）.
8. ↑  . 廣播時報.   [2018年10月15日]. （原始内容存档于2018-10-15） （英语）.
9. ↑  . 影音俱樂部.   [2018年10月15日]. （原始内容存档于2018-10-15） （英语）.
10. ↑  . 獨立報.   [2018年10月15日]. （原始内容存档于2018-10-15） （英语）.
11. ↑  . TV Fanatic.   [2018年10月15日]. （原始内容存档于2018-10-16） （英语）.
12. ↑  . 娛樂周刊.   [2018年10月15日]. （原始内容存档于2018-10-15） （英语）.
13. ↑  Kelly, Stephen. . Radio Times. 2018年10月8日  [2018年10月31日]. （原始内容存档于2018-10-08） （英语）.
14. ↑  newsintimeandspace.net. . m.doctorwhonews.net. 2018年10月15日  [2018年10月31日]. （原始内容存档于2018-10-15） （英语）.
15. ↑  . Doctor Who News. 2018年10月22日  [2018年10月31日]. （原始内容存档于2018-10-24） （英语）.
16. ↑  . Showbuzz Daily. 2018年10月16日  [2018年10月31日]. （原始内容存档于2018-10-16） （美国英语）.

## 外部連結
- "幽靈紀念碑" 在 BBC《異世奇人》的主頁
- TARDIS Data Core上的相关条目： 《幽靈紀念碑》
- "幽靈紀念碑" 在 異世奇人: 時間（旅行）簡史
- 互联网电影数据库上幽靈紀念碑的资料（英文）